# National Rugby League 2003
La National Rugby League de 2003 fue la 96.ª edición del torneo de rugby league más importante de Australia y Nueva Zelanda.

## Formato
Los clubes se enfrentaron en una fase regular de todos contra todos, los ocho equipos mejor ubicados al terminar esta fase clasificaron a la postemporada.
Se otorgaron 2 puntos por el triunfo, 1 por el empate y ninguno por la derrota.

## Desarrollo

### Tabla de posiciones
| Pos. | Equipo                        | Encuentros | Encuentros | Encuentros | Encuentros | Tantos | Tantos | Tantos | Puntos |
| Pos. | Equipo                        | PJ         | PG         | PE         | PP         | F      | C      | Dif    | Puntos |
| ---- | ----------------------------- | ---------- | ---------- | ---------- | ---------- | ------ | ------ | ------ | ------ |
| 1    | Penrith Panthers              | 24         | 18         | 0          | 6          | 659    | 527    | +132   | 40     |
| 2    | Sydney Roosters               | 24         | 17         | 0          | 7          | 680    | 445    | +235   | 38     |
| 3    | Canterbury-Bankstown Bulldogs | 24         | 16         | 0          | 8          | 702    | 419    | +283   | 36     |
| 4    | Canberra Raiders              | 24         | 16         | 0          | 8          | 620    | 463    | +157   | 36     |
| 5    | Melbourne Storm               | 24         | 15         | 0          | 9          | 564    | 486    | +78    | 34     |
| 6    | New Zealand Warriors          | 24         | 15         | 0          | 9          | 545    | 510    | +35    | 34     |
| 7    | Newcastle Knights             | 24         | 14         | 0          | 10         | 632    | 635    | -3     | 32     |
| 8    | Brisbane Broncos              | 24         | 12         | 0          | 12         | 497    | 464    | +33    | 28     |
| 9    | Parramatta Eels               | 24         | 11         | 0          | 13         | 570    | 582    | -12    | 26     |
| 10   | St. George Illawarra Dragons  | 24         | 11         | 0          | 13         | 548    | 593    | -45    | 26     |
| 11   | North Queensland Cowboys      | 24         | 10         | 0          | 14         | 606    | 629    | -23    | 24     |
| 12   | Cronulla-Sutherland Sharks    | 24         | 8          | 0          | 16         | 497    | 704    | -207   | 20     |
| 13   | Wests Tigers                  | 24         | 7          | 0          | 17         | 470    | 598    | -128   | 18     |
| 14   | Manly-Warringah Sea Eagles    | 24         | 7          | 0          | 17         | 557    | 791    | -234   | 18     |
| 15   | South Sydney Rabbitohs        | 24         | 3          | 0          | 21         | 457    | 758    | -301   | 10     |

|  | Postemporada. |

### Postemporada

#### Finales de clasificación
| 12 de septiembre | Canberra Raiders | 18 - 30 | Melbourne Storm |  |  |

| 13 de septiembre | Canterbury-Bankstown Bulldogs | 22 - 48 | New Zealand Warriors |  |  |

| 13 de septiembre | Sydney Roosters | 36 - 8 | Newcastle Knights |  |  |

| 14 de septiembre | Penrith Panthers | 28 - 18 | Brisbane Broncos |  |  |

#### Semifinal
| 20 de septiembre | New Zealand Warriors | 17 - 16 | Canberra Raiders |  |  |

| 21 de septiembre | Canterbury-Bankstown Bulldogs | 30 - 0 | Melbourne Storm |  |  |

#### Finales premilinares
| 27 de septiembre | Sydney Roosters | 28 - 18 | Canterbury-Bankstown Bulldogs |  |  |

| 28 de septiembre | Penrith Panthers | 28 - 20 | New Zealand Warriors |  |  |

#### Final
| 5 de octubre | Penrith Panthers | 18 - 6 | Sydney Roosters | ANZ Stadium, Sídney             |  |
|              |                  |        |                 | Asistencia: 81.166 espectadores |  |

| Bandera de Australia     |
| Campeón Penrith Panthers |
| Segundo título           |